# Robert L. Gibson
Pour les articles homonymes, voir Robert Gibson et Gibson.
Robert Lee Gibson dit Hoot Gibson est un astronaute américain né le 30 octobre 1946.

## Vols réalisés
- 3 février 1984 : Challenger STS-41-B
- 12 janvier 1986 : Columbia STS-61-C
- 2 décembre 1988 : Atlantis STS-27
- 12 septembre 1992 : Endeavour STS-47
- 27 juin 1995 : Atlantis STS-71

## Robert Gibson raconte...
« Quand j’étais enfant, je faisais souvent ce rêve : je descendais une rue en courant, je sautais en l’air, je me mettais à voler et je continuais à voler dans le ciel par moi-même. C’est à cela que ça ressemble, l’apesanteur. »